# ديفيد دبليو. مورر
ديفيد دبليو. مورر (بالإنجليزية: David W. Maurer)‏ هو لغوي أمريكي، ولد في 12 أبريل 1906، وتوفي في 11 يونيو 1981.